# Krasnoarmiejskoje (Kraj Krasnodarski)
Krasnoarmiejskoje (ros. Красноармейское) – wieś w Rosji, w Kraju Krasnodarskim, w rejonie jejskim. W 2021 liczyła 265 mieszkańców.